# Max von Sydow
Carl Adolf (Max) von Sydow (Lund, 10 april 1929 – Seillans, 8 maart 2020) was een Zweedse acteur en filmregisseur die zeventig jaar in het vak zat.

## Biografie
Zijn karakteristieke, magere gezicht en opvallende, wat raspende stemgeluid zijn kenmerkend. Von Sydow was enerzijds bekend om zijn uitgebreide samenwerking met Ingmar Bergman in filmklassiekers als Het zevende zegel en De maagdenbron, anderzijds om zijn vele (bij)rollen in Amerikaanse films als The Exorcist, Hannah and Her Sisters en Awakenings. In 2007 speelde hij in de veelgeprezen Franse film Le scaphandre et le papillon. 
In 1949 speelde hij voor het eerst in een film. In 2011 kreeg hij op 81-jarige leeftijd een Oscarnominatie voor zijn bijrol in Extremely Loud & Incredibly Close naar de gelijknamige roman van Jonathan Safran Foer.      
Daarnaast regisseerde Von Sydow een film, te weten Katinka (Ved vejen, 1988), waarmee hij de Guldbagge in de categorie "beste regisseur" in de wacht sleepte.
In 1978 ontving Von Sydow de Zweedse koninklijke onderscheiding Litteris et Artibus.

## Filmografie
- Bara en mor (1949) - Nils
- Fröken Julie (1951) - Hand
- Ingen mans kvinna (1953) - Olof
- Rätten att älska (1956) - Bergman
- Det sjunde inseglet (1957) - Antonius Block
- Herr Sleeman kommer (Televisiefilm, 1957) - De jager
- Prästen i Uddarbo (1957) - Gustaf Ömark
- Smultronstället (1957) - Hendrik Åkerman
- Nära livet (1958) - Harry Andersson
- Spion 503 (1958) - Tysk topagent Horst
- Rabies (Televisiefilm, 1958) - Bo Stensson Svenningson
- Ansiktet (1958) - Albert Emanuel Vogler
- Jungfrukällan (1960) - Töre
- Bröllopsdagen (1960) - Anders Frost
- Såsom i en spegel (1961) - Martin
- Nils Holgerssons underbara resa (1962) - De vader
- Älskarinnan (1962) - Getrouwde man
- Nattvardsgästerna (1962) - Jonas Persson
- The Greatest Story Ever Told (1965) - Jezus
- 4 x 4 (1965) - Kvist (segment 'Uppehåll i myrlandet')
- The Reward (1965) - Scott Swenson
- Hawaii (1966) - Abner Hale
- The Quiller Memorandum (1966) - Oktober
- Här har du ditt liv (1966) - Smålands-Pelle
- The Diary of Anne Frank (Televisiefilm, 1967) - Otto Frank
- Vargtimmen (1968) - Johan Borg
- Svarta palmkronor (1968) - Gustav Olofsson
- Skammen (1968) - Jan Rosenberg
- Made in Sweden (1969) - Magnus Rud
- En passion (1969) - Andreas Winkelman
- The Kremlin Letter (1970) - Kolonel Kosnov
- The Night Visitor (1971) - Salem
- Utvandrarna (1971) - Karl Oskar
- Beröringen (1971) - Andreas Vergerus
- Appelkriget (1971) - Roy Lindberg
- I havsbandet (Mini-serie, 1971) - Verteller
- Embassy (1972) - Gorenko
- Nybyggarna (1972) - Karl-Oskar
- Kvartetten som sprängdes (Mini-serie, 1973) - Ingenieur Planertz
- The Exorcist (1973) - Eerwaarde Lankester Merrin
- Steppenwolf (1974) - Harry Haller
- Ägget är löst! (1975) - De vader
- Trompe-l'oeil (1975) - Matthew Lawrence
- Three Days of the Condor (1975) - G. Joubert
- The Ultimate Warrior (1975) - Baron
- Cuore di cane (1976) - Professor Filipp Filippovich Preobrazenski
- Cadaveri eccellenti (1976) - Hooggerechtshof president
- Foxtrot (1976) - Larsen
- Il deserto dei Tartari (1976) - Hortiz
- Voyage of the Damned (1976) - Kapitein Schroeder
- Gran bollito (1977) - Lisa Carpi/Politiechef
- Exorcist II: The Heretic (1977) - Eerwaarde Merrin
- March or Die (1977) - François Marneau
- Brass Target (1978) - Shelley/Webber
- Hurricane (1979) - Dr. Danielsson
- Bugie bianche (1980) - Marcello Herrighe
- La Mort en direct (1980) - Gerald Mortenhoe
- Flash Gordon (1980) - Keizer Ming / Mings drijvende bediende
- Escape to Victory (1981) - De Duitser - Majoor Karl von Steiner
- Conan the Barbarian (1982) - Koning Osric
- Ingenjör Andrées luftfärd (1982) - Salomon August Andrée
- Jugando con la muerte (1982) - Kolonel O'Donnell
- Le dernier civil (Televisiefilm, 1983) - Rol onbekend
- Le cercle des passions (1983) - Carlo di Vilafratti
- The Adventures of Bob & Doug McKenzie: Strange Brew (1983) - Brouwmeester Smith
- Never Say Never Again (1983) - Ernst Stavro Blofeld
- A Soldier's Tale (1984) - De duivel
- The Ice Pirates (1984) - Rol onbekend
- Samson and Delilah (Televisiefilm, 1984) - Sidka
- Dreamscape (1984) - Dokter Paul Novotny
- Dune (1984) - Dr. Kynes
- The Last Place on Earth (Mini-serie, 1985) - Fridtjof Nansen
- Kojak: The Belarus File (Televisiefilm, 1985) - Peter Barak
- Quo Vadis? (Mini-serie, 1985) - Apostel Peter
- Christopher Columbus (Mini-serie, 1985) - Koning John van Portugal
- Code Name: Emerald (1985) - Jürgen Brausch
- Il pentito (1985) - Spinola
- The Second Victory (1986) - Dr. Huber
- Hannah and Her Sisters (1986) - Frederick
- Gösta Berlings saga (Mini-serie, 1986) - Melchior Sinclaire (Segmenten 1 tot 3)
- Oviri (1986) - August Strindberg
- Duet for One (1986) - Dr. Louis Feldman
- Pelle erobreren (1987) - Lassefar
- Red King, White Knight (Televisiefilm, 1989) - Szaz
- Una vita scellerata (1990) - Paus Clement VII
- Hiroshima: Out of the Ashes (Televisiefilm, 1990) - Father Siemes
- Father (1990) - Joe Mueller
- Awakenings (1990) - Dr. Peter Ingham
- Mio caro dottor Gräsler (1991) - Von Schleheim
- A Kiss Before Dying (1991) - Thor Carlsson
- Europa (1991) - Verteller (Stem)
- Bis ans Ende der Welt (1991) - Henry Farber
- Oxen (1991) - Dominee
- Den goda viljan (Mini-serie, 1991) - Johan Åkerblom
- Den goda viljan (1992) - Johan Åkerblom, Anna's vader
- Dotkniecie reki (1992) - Henry Kesdi
- Och ge oss skuggorna (Televisiefilm, 1993) - Eugene O'Neill
- Morfars resa (1993) - Simon S.L. Fromm
- Needful Things (1993) - Leland Gaunt
- The Young Indiana Jones Chronicles Televisieserie - Sigmund Freud (Afl., Vienna, November 1908, 1993)
- Time Is Money (1994) - Joe Kaufman
- Onkel Vanja (Televisiefilm, 1994) - Professor Serebrejakov
- A che punto à la notte (Televisiefilm, 1995) - Rol onbekend
- Dypets ensomhet (1995) - Verteller
- Citizen X (Televisiefilm, 1995) - Dr. Alexandr Bukhanovsky
- Judge Dredd (1995) - Chief Justice Fargo
- Radetzkymarsch (Mini-serie, 1995) - Baron Franz von Trotta und Cipolje
- Truck Stop (1996) - Rol onbekend
- Hamsun (1996) - Knut Hamsun
- Jerusalem (1996) - Dominee
- Samson and Delilah (Televisiefilm, 1996) - Verteller (Stem, niet op aftiteling)
- Enskilda samtal (Televisiefilm, 1996) - Jacob
- Hostile Waters (Televisiefilm, 1997) - Admiraal Chernavin
- La principessa e il poverno (Televisiefilm, 1997) - Epos
- Solomon (Televisiefilm, 1997) - David
- Professione fantasma Televisieserie - Other World's psychoanalist (Afl., Fantasma per caso, 1998)
- What Dreams May Come (1998) - De speurder
- Snow Falling on Cedars (1999) - Nels Gudmundsson
- Nuremberg (Televisiefilm, 2000) - Samuel Rosenman
- Non ho sonno (2001) - Ulisse Moretti
- Vercingétorix (2001) - Guttuart
- Intacto (2001) - Samuel
- Les amants de Mogador (2002) - Rol onbekend
- Minority Report (2002) - Directeur Lamar Burgess
- La fuga degli innocenti (Mini-serie, 2004) - Valobra
- Ring of the Nibelungs (Televisiefilm, 2004) - Eyvind
- Heidi (2005) - Oom Alp
- l'Inchiestra (Televisiefilm, 2006) - Tiberius
- Le scaphandre et le papillon (2007) - Papinou
- Rush Hour 3 (2007) - Varden Reynard
- Emotional Arithmetic (2007) - Jakob Bronski
- Solomon Kane (2008) - Josiah Kane (Post-productie)
- Truth & Treason (2008) - Franz Fikeis (Pre-productie)
- Un homme et son chien (2009) - de commandant (Post-productie)
- Oscar et la dame rose (2009) - Dr. Dusseldorf
- Shutter Island (2010) - Dr. Jeremiah Naehring (Post-productie)
- Robin Hood (2010) - Walter Loxley
- Extremely Loud & Incredibly Close (2011) - De huurder
- Star Wars: Episode VII: The Force Awakens (film, 2015) - Lor San Tekka
- Game of Thrones (2016) - Three Eyed Raven
- Kursk (2018) - Admiraal Vitaly Petrenko
- Echoes of the Past (2021) - Nikolas Andreou

### Games
- Ghostbusters: The Video Game (2009) - Vigo
- The Elder Scrolls V: Skyrim (2011) - Esbern
- Lego Star Wars: The Force Awekens (2016) - Lor San Tekka